# Estação Ferroviária de Romeu

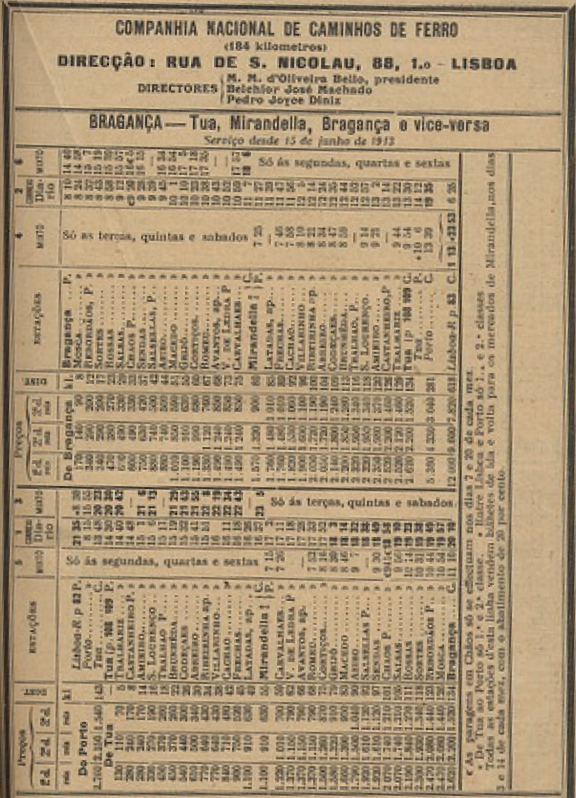
Horario da Linha do Tua em 1913, incluindo a estação de Romeu.

A Estação Ferroviária de Romeu foi uma interface da Linha do Tua, que servia a aldeia de Jerusalém do Romeu, no concelho de Mirandela, em Portugal.

## História
Em 28 de Julho de 1905, a Companhia Nacional de Caminhos de Ferro foi autorizada a abrir o troço entre Mirandela e Romeu, de forma provisória. Este troço entrou ao serviço em 2 de Agosto. A secção seguinte, até Macedo de Cavaleiros, abriu à exploração ao serviço em 15 de Outubro do mesmo ano.

Em 1939, a Companhia Nacional realizou obras de restauro no edifício de passageiros, nas residências do chefe da estação e do carregador, nas retretes, e no cais coberto. O edifício de passageiros situava-se do lado poente da via (lado direito do sentido ascendente, a Bragança).
O troço entre Mirandela e Bragança foi encerrado no dia 15 de Dezembro de 1991.